# Doctor Yellow
A Doctor Yellow (ドクターイエロー) Japánban a sinkanszen nagysebességű vasút mérővonatainak az összefoglaló neve.
A vonatok fedélzetén speciális berendezések vannak a pálya és a felsővezeték állapotának megfigyelésére, beleértve a speciális műszerekkel ellátott forgóvázakat és a megfigyelőhólyagokat.
A név "Doktor" része a vizsgálati és diagnosztikai funkciójukból ered, a "Sárga" rész pedig az élénksárga színből, amire mindegyiket festették. Némelyiküknek kék, némelyiküknek zöld díszcsíkja van. Az eredeti sárga színséma kék csíkkal (amelyet a 921-es sorozatú pályavizsgáló kocsikra alkalmaztak) az 1067 mm-es keskeny nyomtávolságú mérővonaton is használt színek (kék sárga csíkkal) felcserélésével jött létre.
Felépítésükben és megjelenésükben nagyon hasonlítanak a sorozatgyártású, utasokat szállító Sinkanszen-vonatokra, és a vonalellenőrzést teljes vonali sebességgel végzik (azaz a Tōkaidō Shinkansenen akár 270 km/h.

## Lásd még
- SNCF TGV Iris 320